# 小島定吉
小島 定吉（こじま さだよし、1952年 - ）は、日本の数学者。2006年度日本数学会理事長。東京工業大学名誉教授。専門は双曲幾何学、低次元多様体、幾何構造、幾何学的群論。

## 来歴
東京都出身。東京都立上野高等学校卒業。1976年東京大学理学部数学科卒業。1978年東京大学大学院理学系研究科数学専攻修士課程修了。1981年コロンビア大学大学院博士課程修了。東京都立大学助手、同助教授、東京工業大学助教授を経て、同教授。3次元双曲幾何学に関する一連の研究業績により2000年幾何学賞受賞。ウィリアム・サーストンの「3次元幾何学とトポロジー」を翻訳。1998年サーストン来日時に対談。